# USS Flusser (DD-289)
USS Flusser (DD-289) – amerykański niszczyciel typu Clemson będący w służbie United States Navy w okresie po I wojnie światowej. Patronem okrętu był Charles W. Flusser.
Okręt został zwodowany 7 listopada 1919 w stoczni Bethlehem Shipbuilding Corporation w Squantum, matką chrzestną była Maude F. Williams. Jednostka weszła do służby 25 lutego 1920, pierwszym dowódcą został Commander R. S. Galloway.
Pierwszym zadaniem nowego okrętu był patrol na wodach meksykańskich pomiędzy 9 maja a 17 czerwca 1920. Okręt bazował wtedy w Key West. Później "Flusser" prowadził zwyczajną służbę w pobliżu wschodniego wybrzeża USA i na Karaibach do 18 czerwca 1924, gdy wypłynął z Newport na turę służby w amerykańskich siłach morskich w Europie (ang. U.S. Naval Forces, Europe). Odwiedził porty w 15 krajach zanim wrócił do Nowego Jorku 16 lipca 1925.
Po powrocie do służby na wschodnim wybrzeżu USA i na Karaibach niszczyciel pomagał w ulepszaniu taktyki walki niszczycieli i brał rezerwistów na rejsy szkolne do czasu wycofania ze służby w Filadelfii 1 maja 1930. Okręt został złomowany 22 października 1930 zgodnie z ustaleniami londyńskiego traktatu morskiego.